# ويلسون سيم
ويلسون سيم (بالصينية: 沈威胜) (مواليد 29 مارس 1997) هو سبّاح صيني، مثّل بلاده في الألعاب الأولمبية الصيفية 2016 و2020.

## روابط خارجية
ويلسون سيم على موقع الاتحاد الدولي للسباحة (الإنجليزية)
- ويلسون سيم على موقع SwimRankings.net (الإنجليزية)
- ويلسون سيم على موقع اللجنة الأولمبية الدولية (الإنجليزية)
- ويلسون سيم على موقع أوليمبيديا (الإنجليزية)
- ويلسون سيم على موقع اتحاد ألعاب الكومنولث (مؤرشف) (الإنجليزية)
- ويلسون سيم على موقع دورة ألعاب الكومنولث 2014 (مؤرشف) (الإنجليزية)